# Aurelius Achilleus
Aurelius Achilleus († 298 in Alexandria), meist nur kurz Achilleus genannt, war ein römischer Gegenkaiser, der wahrscheinlich Anfang 298 kurzzeitig in Ägypten regierte.
Achilleus war zunächst corrector des Gegenkaisers Lucius Domitius Domitianus, der 297 im Zuge eines Aufstandes, der im Raum Theben ausgebrochen war und sich rasch bis nach Unterägypten ausgebreitet hatte, zum Kaiser erhoben worden war. Diokletian schlug die Rebellion im Frühjahr 298 nieder. Möglicherweise starb Domitianus bereits vorher und Achilleus folgte ihm nach, fiel aber während der Kämpfe um Alexandria. Dies würde erklären, weshalb in den literarischen Quellen statt von Domitianus immer nur von Achilleus die Rede ist. Teilweise wurden Domitianus und Achilleus auch für ein und dieselbe Person gehalten. Die Quellenlage ist insgesamt problematisch und teils äußerst widersprüchlich.